# Mount Ostenso
Mount Ostenso är ett berg i Antarktis. Det ligger i Västantarktis. Chile gör anspråk på området. Toppen på Mount Ostenso är 4 180 meter över havet, eller 1 672 meter över den omgivande terrängen. Bredden vid basen är 8,0 km.
Terrängen runt Mount Ostenso är bergig österut, men västerut är den kuperad. Trakten är obefolkad. Det finns inga samhällen i närheten. 